# Yakoma (territorium)
Yakoma är ett territorium i Kongo-Kinshasa. Det ligger i provinsen Nord-Ubangi, i den norra delen av landet, 1 200 km nordost om huvudstaden Kinshasa.